# Charles Joly-Leterme
Pour les articles homonymes, voir Joly et Leterme.
Charles Joly-Leterme, né à Baugé en Maine-et-Loire le 9 juin 1805 et mort à Saumur le 9 janvier 1885, architecte français.

## Biographie
Après des études d'architecture à Paris, Charles Joly-Leterme entame une carrière aux Ponts et Chaussées. Il s'intéresse aux monuments de sa région natale et commence la restauration de l'église de Cunault en 1837. Il travaille ensuite à la construction du pont Napoléon à Saumur. Il réalise par la suite son premier ouvrage architectural, le pont reliant Saumur à Saint-Hilaire-Saint-Florent.
En 1839, il réalise la nouvelle mairie de Saint-Lambert-des-Levées, en style néorenaissance.
En 1840, Il est nommé inspecteur-architecte des Monuments historiques correspondant de Maine-et-Loire et gagne l'amitié de Mérimée et de Viollet-le-Duc. Mérimée le charge de l'achat du chœur puis de la restauration de l'église de Cunault entre 1842 et 1866. Il construit en 1843 le temple protestant de Saumur. Il est chargé de la restauration de l'abbaye de Saint-Savin-sur-Gartempe. Il dessine les plans de l'église Saint-Paul de Vivy, bâtie en 1846-1848.
Au milieu des années 1840, il réalise le plan de plusieurs gares identiques de la Compagnie du chemin de fer de Tour à Nantes, dans un style néoclassique. On lui doit notamment celle de Varennes-sur-Loire.
Joly-Leterme est attaché à la Commission des Monuments historiques jusqu'en 1879. C'est au titre des monuments historiques qu'il reçoit la Légion d'honneur.
Il mène en parallèle une carrière d'architecte voyer de la ville de Saumur (1841-1869) et d'architecte diocésain d'Angers (1848-1879).
Chargé de la restauration de la collégiale Notre-Dame-la-grande de Poitiers, il restitue le décor peint des piles et des voûtes dans les années 1851-1852, en faisant refaire à l'identique certains décors d'origine retrouvés sous des badigeons.
En 1863, il restaure la collégiale de Montreuil-Bellay.
En 1864, il construit le nouveau théâtre de Saumur, et l'année suivante le nouvel hôpital de Saumur.
En 1869, il restaure le clocher de l'église de Brossay. 
Il restaure toutes les églises de Saumur et plusieurs dans les environs. Il travaille également à la rénovation de mairies et de châteaux de la région saumuroise. Il mène d'importants chantiers pour les églises de Poitiers.

## Monuments restaurés

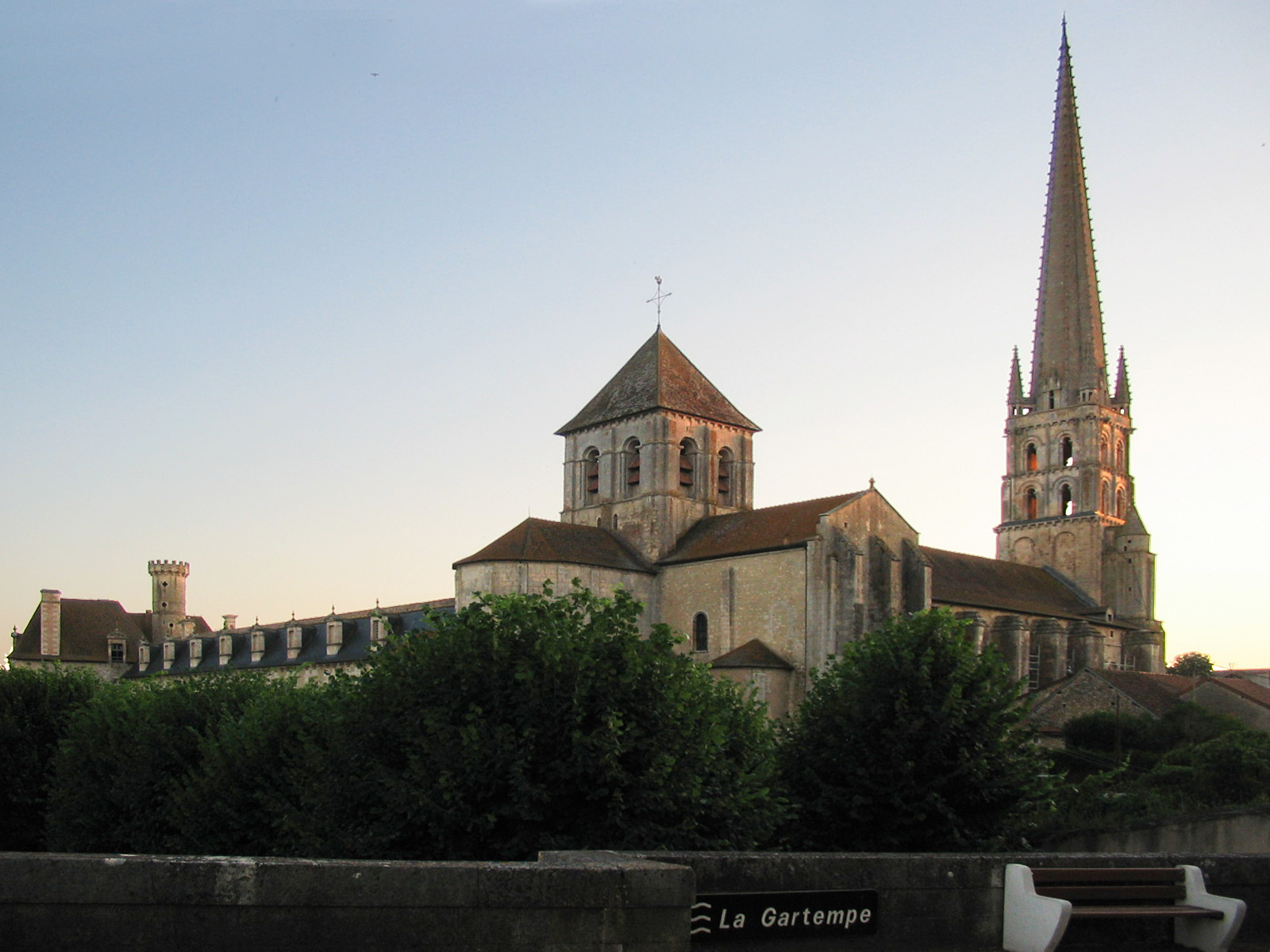
Abbaye de Saint-Savin-sur-Gartempe
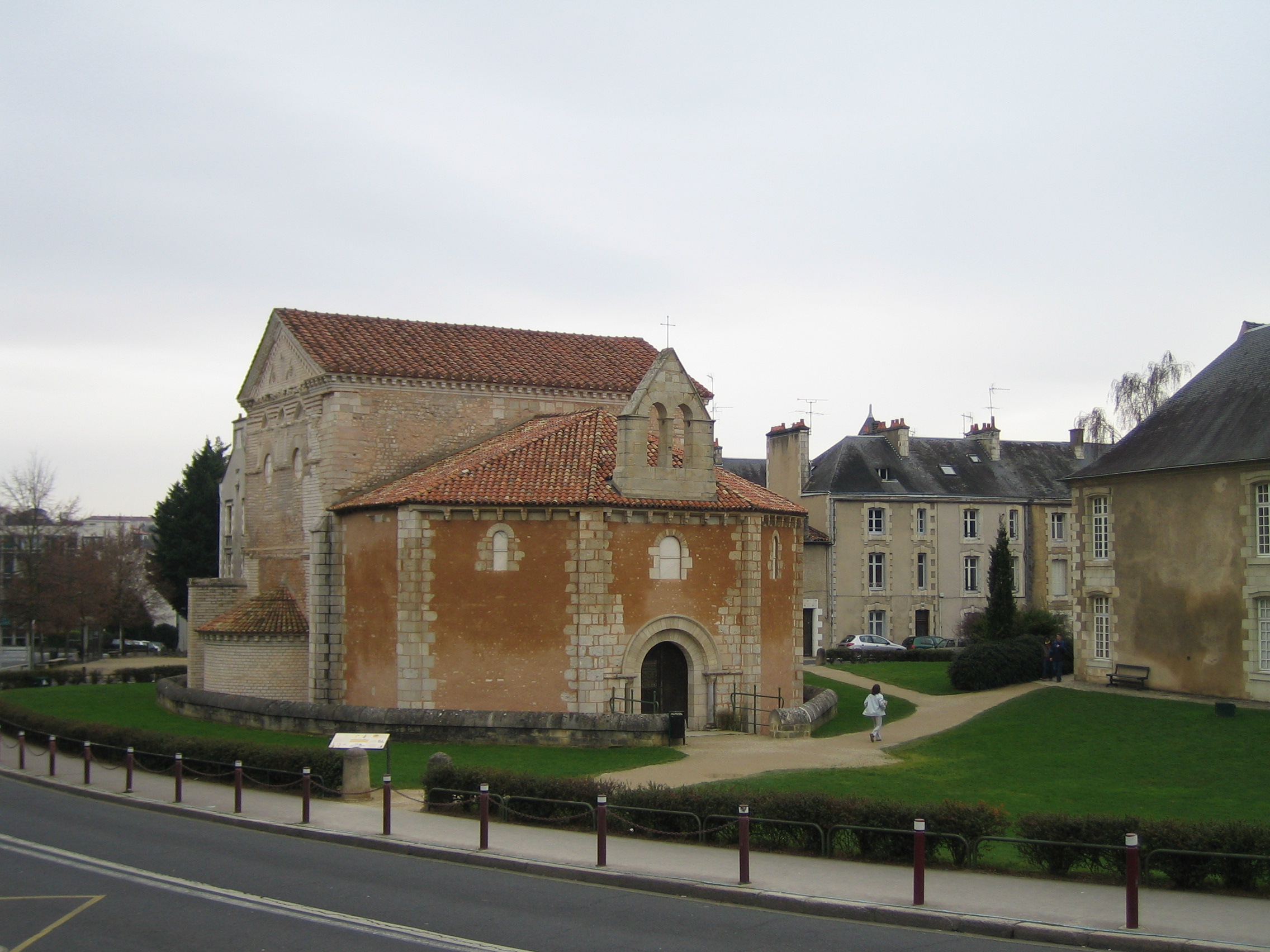
Baptistère Saint-Jean de Poitiers
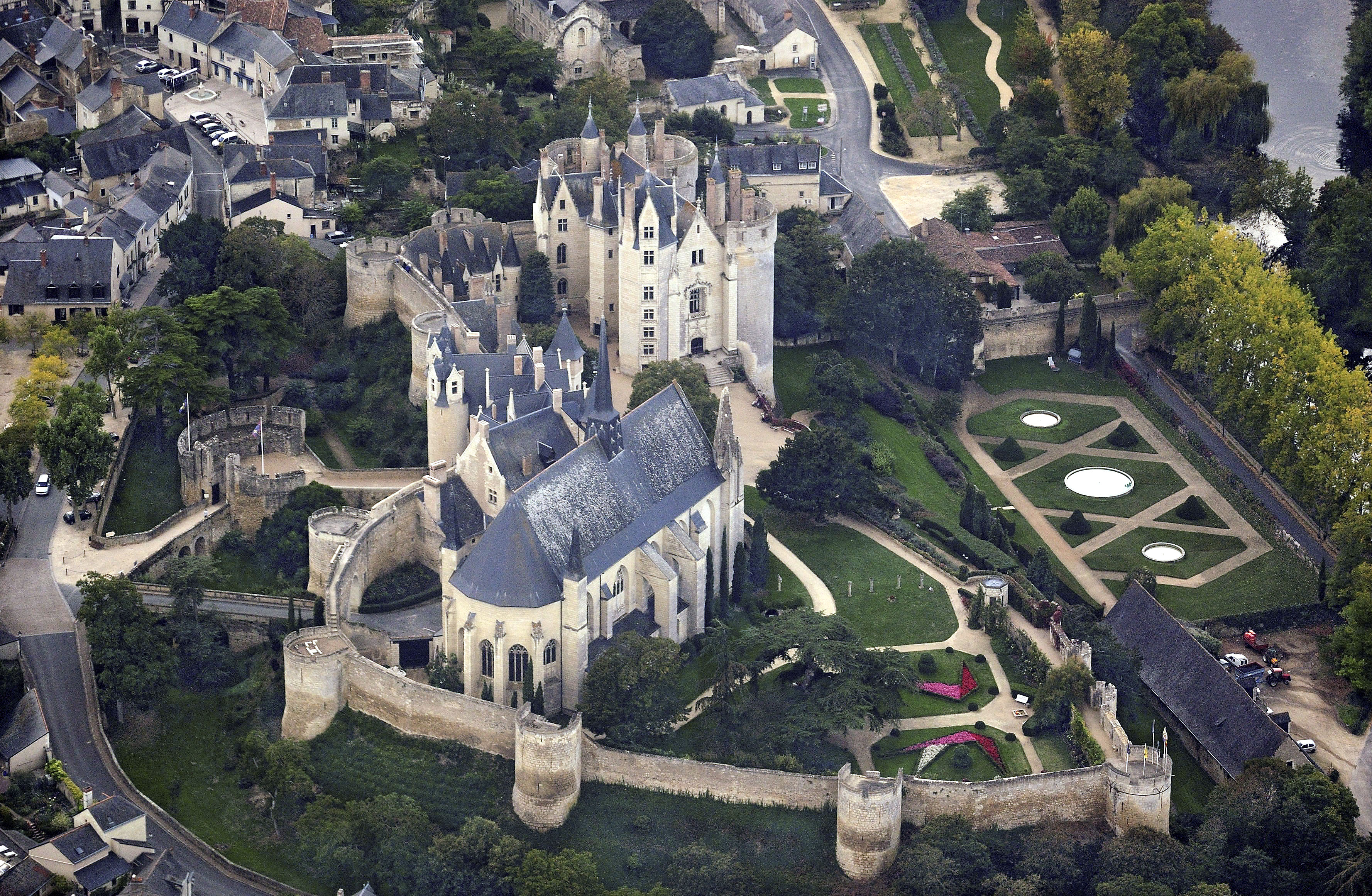
Collégiale du château de Montreuil-Bellay
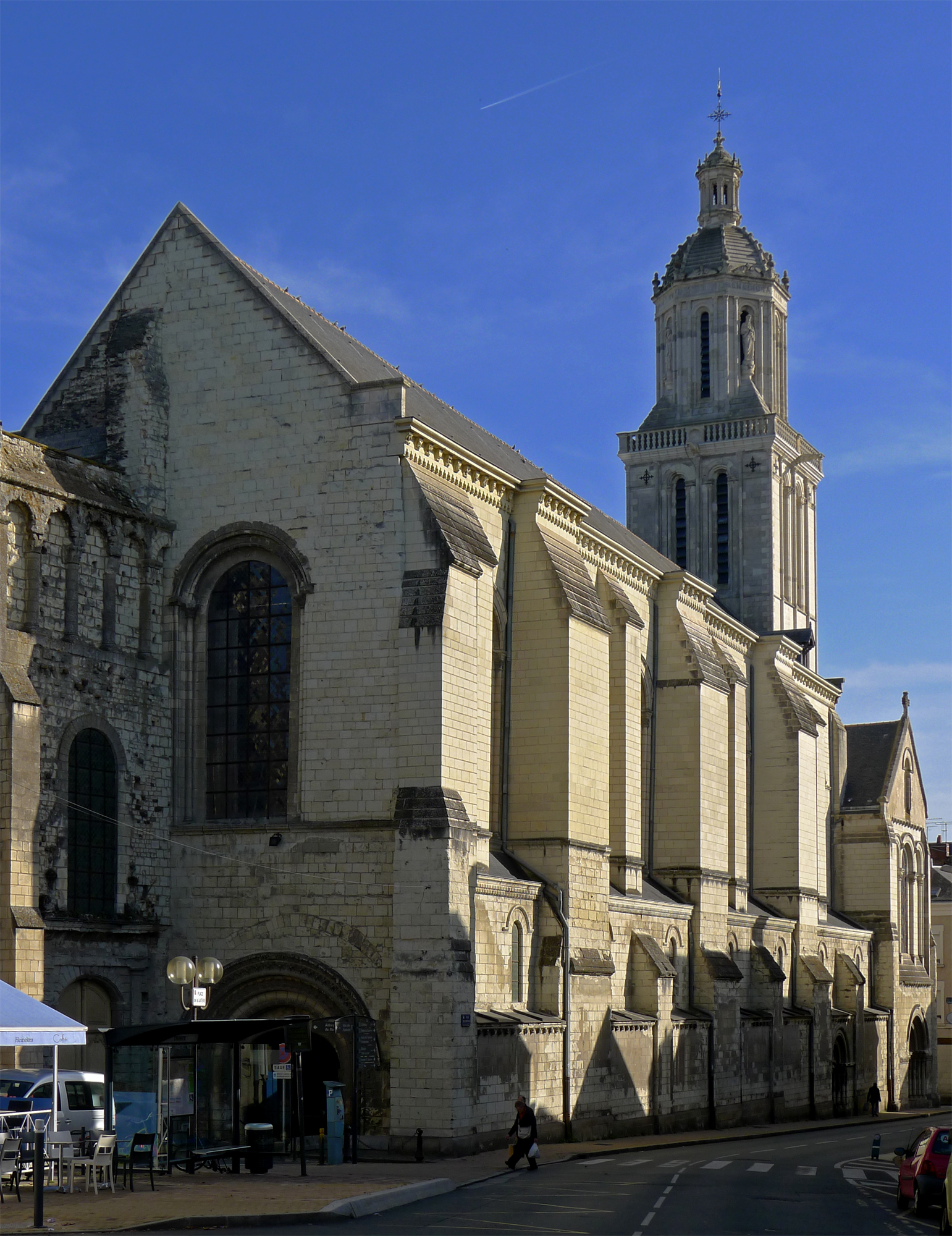
Église de la Trinité d'Angers
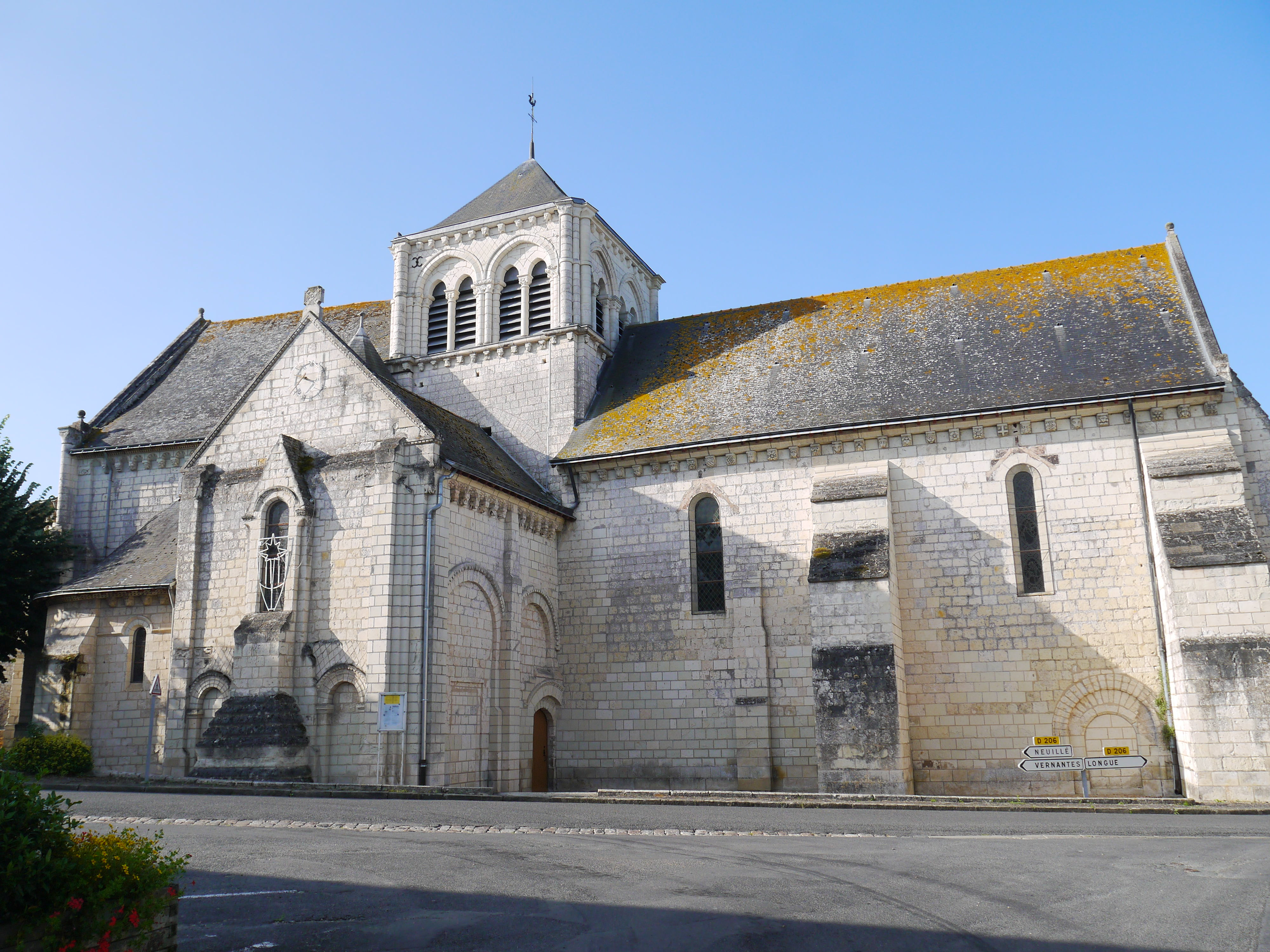
Église Notre-Dame de Blou
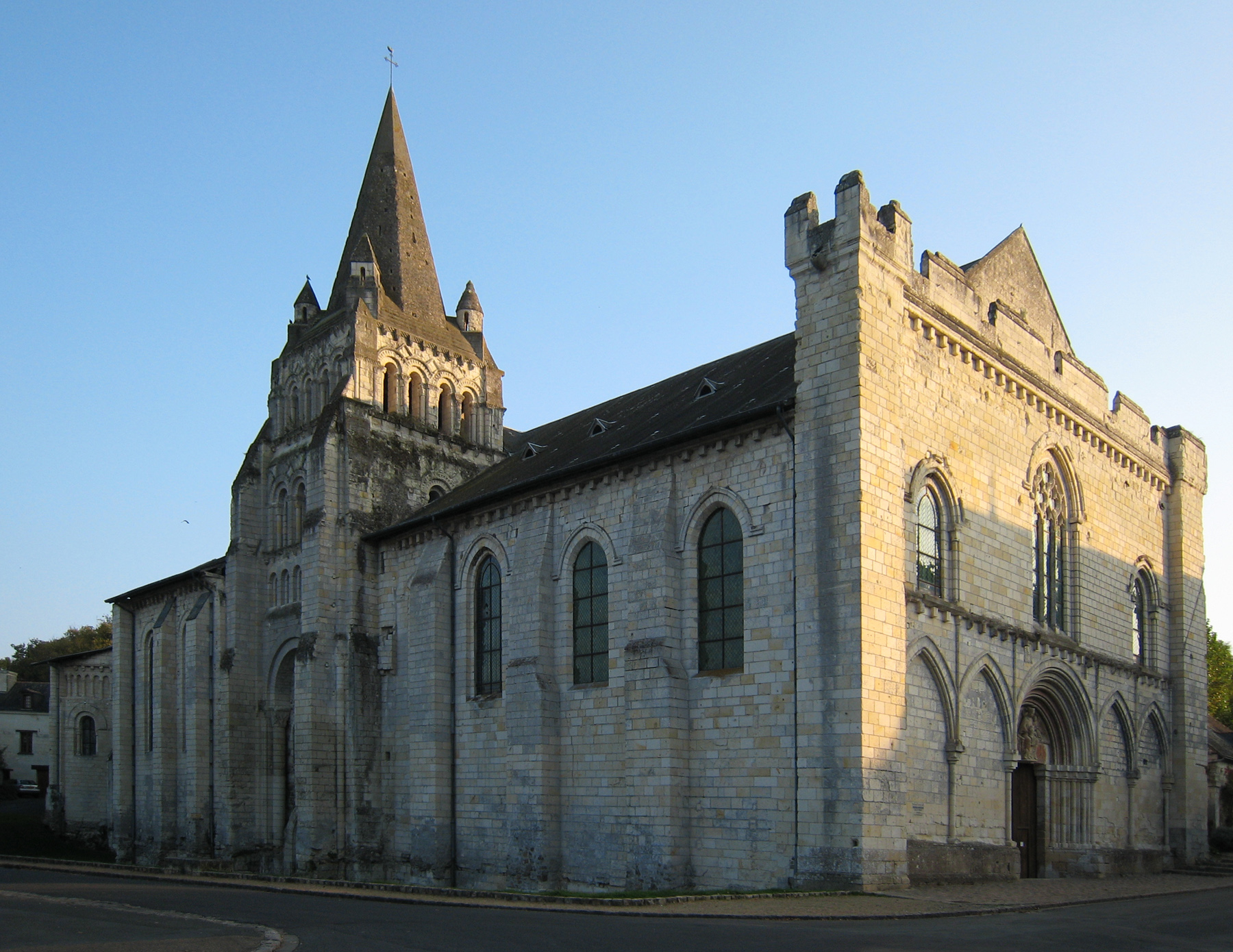
Église Notre-Dame de Cunault
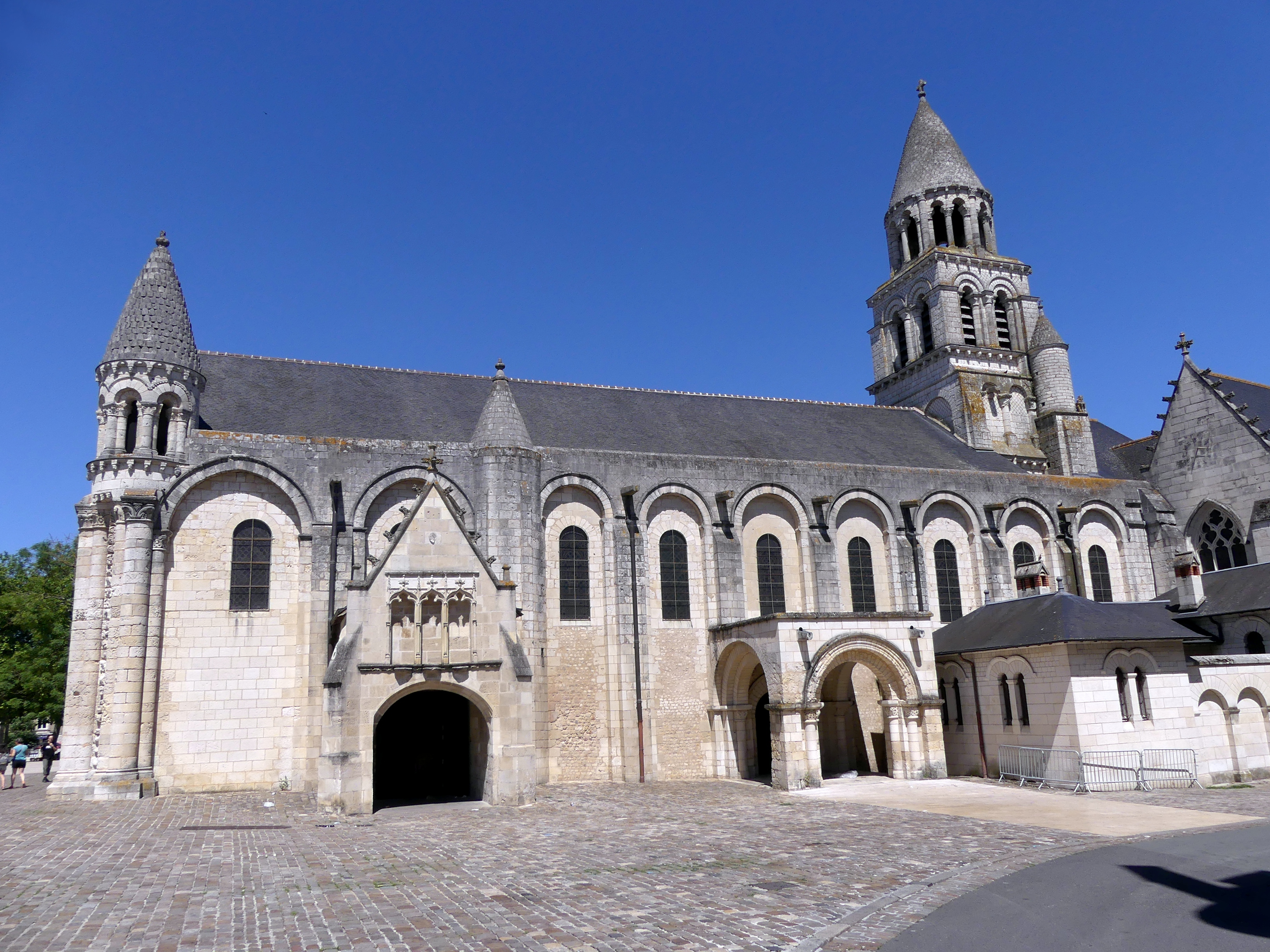
Église Notre-Dame la Grande de Poitiers
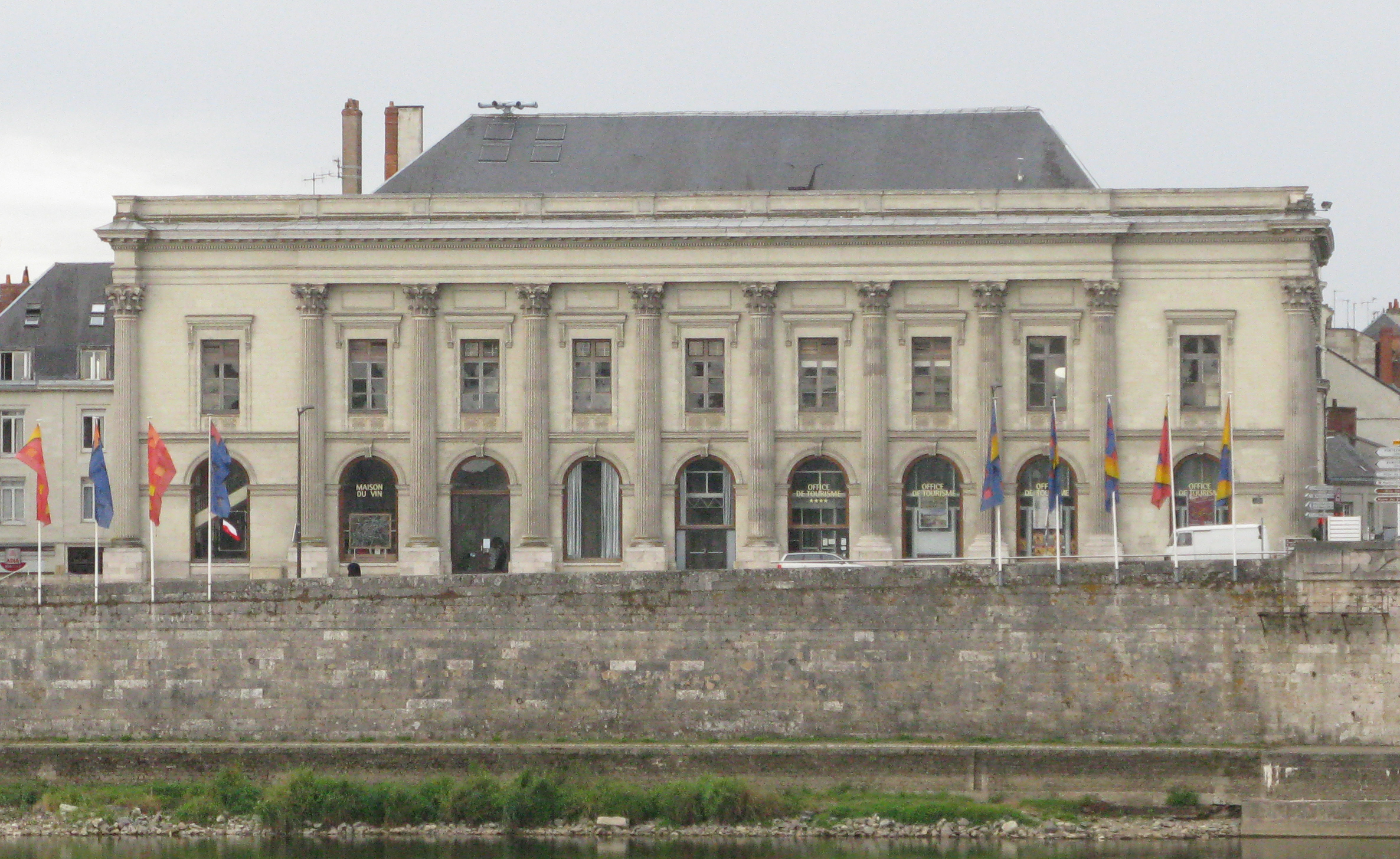
Nouveau théâtre de Saumur